# Cyprien Ntaryamira
Cyprien Ntaryamira (ur. 6 marca 1955 w Gitwe (Prowincja Bużumbura), zm. 6 kwietnia 1994 w Kigali) – burundyjski polityk, prezydent od 5 lutego do 6 kwietnia 1994.

## Życiorys
Pochodził z grupy etnicznej Hutu. Należał do opozycyjnego Frontu na Rzecz Demokracji w Burundi (FRODEBU). Na urząd prezydenta został wybrany w styczniu 1994.
Zginął 6 kwietnia 1994 w katastrofie lotniczej. Wraz z nim śmierć poniósł prezydent Rwandy, Juvénal Habyarimana. Odpowiedzialni za zamach byli prawdopodobnie żołnierze Hutu z rwandyjskiej gwardii prezydenckiej (lub partyzanci Tutsi z Rwandyjskiego Frontu Patriotycznego).